# Szokolay István
Hártói és sajószentpéteri Szokolay István (Vác, 1822. szeptember 29. – Budapest, 1904. december 2.) jogi doktor, ügyvéd, Szokolay Kornél újságíró és lapszerkesztő édesapja.

## Élete
Régi nemes család sarja. Alsóbb iskoláit Vácon, a felsőbbeket Pesten végezte 1840-ben és még nem volt húszéves, mikor ügyvéd lett, sőt a jogi doktorátust is letette. Némi gyakorlat végett ügyvédkedett is, de akkor is inkább irodalommal foglalkozott; cikkeket írt a Társalkodóba, Tudományos Gyűjteménybe, Tudománytárba (Új F. XVI). Korán tanulmányává tette a jog- és államtudományokat, melyeket később terjedelmesebben művelt.
Dolgozott hírlapok számára is a Pesti Hírlapba (1846-1848), Életképekbe (X. 1848), később a Pesti Naplóba; az Újabbkori Ismeretek Tárába (1850-55) számos politikai és jogtani cikkeket írt a keleti ügyekről, kereskedelemről, gőzhajózásról; a Jogtudományi és Törvénykezési Tárba (1855-56).

## Munkái
- Id. Főm. Ig. Kopácsy József esztergomi érsek... az esztergomi érseki székbe való pompás beiktatása innepére alázatos tiszteletül ajánlá a szerző Váczon 28. Máy 1839. Vácz. (Költ.).
- Méltgs és Főt. Roskoványi Roskoványi Ágoston, váczi püspök... midőn püspöki székébe tél elő 8. 1851. ünnepélyesen beigtattatnék; hódolattal ajánlá a szerző Váczon. Uo. (Költ.)
- Czéhek és iparszabadság. Pest, 1846.
- Büntető jogtan a codificatio és jogtudomány legújabb elvei szerint, különösen bíráink s ügyvédeink számára. Uo. 1848. (Az első önálló büntetőjogi magyar mű, mely a pesti egyetemen tankönyvül fogadtatott el).
- Szláv törekvések. Uo. 1850.
- Az új osztrák büntető törvénykönyv magyarázata a törvény eredeti magyar szövegével, összehasonlítva előbbi törvényeinkkel, esetenkint példákkal felvilágosítva, s a bírói illetőség és a sajtórendtartással bővítve, különösen bíráink, ügyvédeink s tanúlóink számára. Uo. 1852.
- Az új ausztriai büntető perrendtartás magyarázata. A törvény eredeti szövegével, esetenkint számos példákkal; összehasonlitva előbbi eljárásunkkal, valamint a legújabb franczia, angol, porosz s egyéb németországi perrendtartásokkal. Uo. 1852.
- A magyar házi ügyvéd, a köz életben előforduló mindenféle iromány-példákkal a legújabb törvények szerint szerkesztve. Uo. 1853. (Németül. Uo. 1853).
- Az új ausztriai polgári törvénykönyv magyarázata. A törvény eredeti szövegével. Uo. 1853. Két kötet.
- A török közélet, szokások s törvények és a Korán. A törököknek társadalmi s vallásos törvénykönyvük. Uo. 1854. Térképpel. (2. olcsó czím-kiadás. Uo. 1856).
- Az új polgári perrendtartás magyarázata a behozott új váltó eljárással, csőd törvényekkel, ügyvédi rendszabályzattal bővítve és számos példákkal felvilágosítva. Uo. 1854.
- Az úrbéri törvényszékek teendői és a volt jobbágy és földesúr közti jogviszonyoknak s azok rendezésének ismertetése. Uo. 1856. (Ism. M. Sajtó 204. sz.).
- Községi tanácsadó a városi és falusi községekre illető ügyekben. Két évi folyam. Uo. 1857-1859.
- A Magyar-, Erdély-, Horvát-, Tótországba behozott közjegyzőség az összehasonlító jogtudomány alapján. Irománypéldákkal s a törvény szövegével. Uo. 1858.
- Mélt. és Ft. Peitler Antal József úrnak, a váczi fényes püspöki székébe ünnepélyes beigtatása emlékéül mély hódoló tisztelettel ajánlja a szerző. Váczon júl. 17. 1859. Pest, 1859. (Költ.).
- A közjegyzőség. Uo. 1859.
- Az új közjegyzői törvény. 1886. VII. törvényczikk... Bpest, 1886.
- A községi rendtartás kézikönyve... Uo. 1886.
- Tűzrendészeti szabályok kézikönyve. Uo. 1888.
- Az állategészségügy rendezése az 1888. VII. törvényczikk s az 1888. 40,000 sz. végrehajtási rendelet alapján. A törvény s végrehajtási rendelet szövegével, magyarázatokkal, az állatbetegségek ismertetésével és szakutasításokkal... Bpest, 1889. (2. kiadás. Uo. 1898).
- Törvényalkotási rendszerünk reformja... Uo. 1890.
- A kir. itélőtáblák, ügyészek s bíróságok újabb szervezésére vonatkozó összes törvények és rendeletek. Uo. 1891.
- Centralisatio és önkormányzat... Uo. 1891.
- Az ipari munka vasárnapi szünetelésének törvénye (1891. évi XIII. t.-czikk) és arra vonatkozó végrehajtási rendeletek. Uo. 1891.
- Legújabb szeszadótörvények, végrehajtási rendeletek és utasítások... Uo. 1899.
- Állami italmérési jövedék. 1899. XXV. t.-cz. Az arra vonatkozó végrehajtási rendeletekkel, utasításokkal. A törvény és rendeletek szövegével, magyarázatokkal. Uo. 1899.
- Bűnvádi perrendtartásra vonatkozó életbeléptetési s végrehajtási törvény, rendeletek, utasítások... Uo. 1900.
- Czukor- és söradó-törvények, végrehajtási rendeletekkel és utasításokkal... Uo. 1900.
- Az egyletekre és társaskörökre vonatkozó jogszabályok és vagyonkezelési irányelvek. Uo. 1904.

Szerkesztette a Respublica című politikai napilapot 1849. június 17-től július 9-ig összesen 18 számát Pesten; a Törvényhozási és Törvényszéki Csarnokot, mint kiadó-tulajdonos és felelős szerkesztő 1859. január 2-ától 1862. december 30-ig és ennek folytatását a Törvényszéki Csarnokot 1863. január 1-től Pesten; megjelent hetenként kétszer.